# François Sterchele
François Robert Dominique Sterchele (* 14. März 1982 in Lüttich; † 8. Mai 2008 in Vrasene) war ein belgischer Fußballspieler, der zuletzt für den FC Brügge spielte.

## Spielerkarriere
François Sterchele startete seine Karriere als Fußballspieler in der Jugend des RFC Lüttich, bei dem er in der Saison 2000/01 auch in der Herrenmannschaft aktiv war. 2001 ging er zum unterklassig agierenden Provinzklub RFC Union Kelmis, wo er in seiner ersten Saison gleich sein großes Talent als Stürmer andeuten konnte. Mit elf Toren in 29 Spielen lenkte er die Blicke auch von höherklassigen Vereinen auf sich. Mit je 14 und 23 Toren in der beiden folgenden Spielzeiten konnte er seine guten Leistungen aus dem ersten Jahr bestätigen, wobei er mit dem Team bereits in der vierthöchsten Spielklasse des Landes agierte. Aufgrund seiner starken Offensivleistung nahm ihn schließlich zu Beginn der Saison 2004/05 der Drittligist Oud-Heverlee Löwen unter Vertrag.
Dort konnte sich Sterchele mit 21 Toren in nur 27 Spielen abermals offensiv auszeichnen, so dass er die Saison 2005/06 beim Erstligisten Sporting Charleroi unter Vertrag genommen wurde. Mit neun Toren in 31 Spielen bewies er auch in der belgischen Erstklassigkeit seine Torgefährlichkeit. Im darauffolgenden Jahr, bei Germinal Beerschot, gelang ihm dann endgültig der Durchbruch im Profifußball. Mit 21 Toren wurde er alleiniger Torschützenkönig der 1. Division. In der Folge wurde er vom FC Brügge verpflichtet, wo er auch schnell seinen Stammplatz sicher hatte.
Sterchele starb am 8. Mai 2008 in den frühen Morgenstunden durch einen Autounfall zwischen Antwerpen und Knokke. Mit seinem Porsche Cayman kam er von der Straße ab, prallte gegen einen Baum und war auf der Stelle tot. Grund für diesen Unfall war laut Staatsanwaltschaft überhöhte Geschwindigkeit.
Im Jahr zuvor wurde er erstmals in die belgische Fußballnationalmannschaft einberufen, wobei er bei sechs Einberufungen zu vier Länderspieleinsätzen kam. Sein Debüt gab er dabei am 24. März 2007 bei der 0:4-Niederlage gegen Portugal, als er in der 64. Spielminute für Carl Hoefkens auf den Rasen kam. Bei allen seinen Einsätzen blieb der im Ligabetrieb torstarke Offensivakteur jedoch torlos.

## Persönliche Auszeichnungen
- Torschützenkönig der belgischen Viertklassigkeit: 2004 (23 Tore)
- Belgischer Torschützenkönig als Spieler von Germinal Beerschot: 2006/07 (21 Tore)